# Yessaï Karapetian
Yessaï Karapetian (armenisch Եսայի Կարապետյան; * 18. November 1993 in Eriwan) ist ein armenischer Fusion- und Jazzmusiker (Keyboards, Komposition).

## Leben und Wirken
Karapetian wuchs in Marseille auf  und studierte zunächst in Paris auf dem Conservatoire National Supérieur de Musique, um dann einen Master-Abschluss am Berklee College of Music in Boston zu absolvieren.
Karapetian war zunächst gemeinsam mit seinem Bruder Marc, der Bassist ist, und Schlagzeuger Matthieu Font Mitglied des in Marseille entstandenen Elektro-Funk-Trios Onefoot. Dann gründete er ein eigenes Quintett, mit dem er 2021 sein ProgRock-lastiges Debütalbum Yessaï einspielte. 2022 präsentierte er sein Quintett auf den Festivals Umbria Jazz, Kongsberg Jazzfestival, Festival de Jazz Vitoria-Gasteiz, Nice Jazz Festival und Jazzopen Stuttgart. Er ist auch auf Guillaume Perrets Album A Certain Trip zu hören.

## Preise und Auszeichnungen
Karapetian errang mit One Foot beim Jazzwettbewerb von La Défense und bei Jazz à Vienne Silbermedaillen. Er ist der Gewinner der europäischen Ausgabe des Rising Stars Jazz Award 2022.